# Stazione di Bologna Rimesse
Stazione di Bologna Rimesse vasútállomás Olaszországban, Bologna településen.

## Vasútvonalak
Az állomást az alábbi vasútvonalak érintik:
- Bologna–Portomaggiore-vasútvonal

## Kapcsolódó állomások
A vasútállomáshoz az alábbi állomások vannak a legközelebb:
- Stazione di Bologna Santa Rita (Stazione di Portomaggiore, Bologna–Portomaggiore-vasútvonal)
- Bologna Libia railway station (Stazione di Bologna Centrale, Bologna–Portomaggiore-vasútvonal)